# Шмелёвы
Шмелёвы — московский купеческий род. Ярко описаны в произведениях русского писателя И. С. Шмелёва, выходца из этой семьи.

## Шмелёвы в Москве
Как указывается в работах Татьяны Грико и Елены Осьмининой, Шмелёвы происходили из крестьян старообрядческого села Гуслицы Богородского уезда Московской губернии, чья фамилия встречается в списках некрополя Рогожского кладбища в Москве.

«Род Шмелёвых селился, ещё со времён царевны Софьи Алексеевны, напротив древнейшего центра Москвы, у Казачьей слободы (нынешний район метро „Полянка“) Предки его [И. С. Шмелёва], участвовавшие в тогдашних „раскольничьих“ прениях и стойко боровшиеся за свою веру, принадлежали к московским старообрядческим кругам и славились как знатоки Православия и начётчики Писания.» . 
 Обстоятельства перехода Шмелёвых в официальное православие неизвестны.

### XX век и современность
Другие дети С. И. и Е. Г. Шмелёвых тоже отошли от предпринимательства. Софья Сергеевна Шмелёва окончила Московскую консерваторию. Софья Сергеевна вышла замуж за Никанора Никаноровича Любимова (умер в 1918 году), родила шестерых детей: Екатерину, Марию, Ольгу, Андрея, Никанора, Ивана. Никанор дружил с сыном писателя.
Правнук и прапраправнучка Ольги Никаноровны Любимовой — племянницы И. С. Шмелёва — живут в Варшаве (Польша). Родной сын И. С. Шмелёва, Сергей Иванович (1897—1921), студент Московского университета, трагическая судьба которого упомянута Никитой Михалковым в цикле Русские без России, добровольцем ушёл на фронт в первую мировую войну; затем участвовал в белом движении, расстрелян в Феодосии.
Крестник и внучатый племянник И. С. Шмелёва – Ив Жантийом-Кутырин (1920–2016). Ив Жантийом или Ивистион Андреевич – сын Ю. А. Кутыриной, племянницы О. А. Шмелёвой. Ив Жантийом – математик и лингвист, профессор Безансонского университета, офицер ордена «Академических пальм».

## Поколенная роспись
◄Первое поколение
- Аксинья Васильевна (1743--?)

◄Второе поколение
- Иван Иванович Большой (1784--?)

жена Ульяна Васильевна (1788--?)
- Иван Иванович Меньшой (1785 — не ранее 1823)

жена Устинья Васильевна (1792 — после 1863)
◄Третье поколение
- Андрей Иванович (1807--?)
- Захар Иванович (1809--?)
- Анна Ивановна (1810--?)
- Василий Иванович (1812 — не ранее 1869)

жена Надежда Тимофеевна (1818 — не ранее 1880)
- Акулина Ивановна (1813--?)
- Пелагея Ивановна (1814—1880)
- Андрей Иванович (1815--?)
- Гаврила Иванович (март 1816 — декабрь 1816)
- Иван Иванович (1819 — после 1872)

жена Пелагея Петровна (1821—1863)
◄Четвёртое поколение
- Егор Васильевич (1838—1897)

жена Екатерина Семёновна (1843--?)
- Сергей Иванович (1842—1880)

жена Евлампия Гавриловна Савинова (1846—1932)
- Павел Иванович (1847 — до 1873)
- Анна Ивановна (1852--?)
- Любовь Ивановна (1854--?)

◄Пятое поколение
- Мария Егоровна (1866?--?)
- Елизавета Егоровна (в замужестве Семенович; 1866?--?)
- Алексей Егорович (1867—1887)
- София Сергеевна (в замужестве Любимова; 1868--?)
- Мария Сергеевна (1869--?)
- Николай Сергеевич (1871—1928)
- Сергей Сергеевич (1875--?)
- Иван Сергеевич (1873—1950) писатель

жена Ольга Александровна Охтерлони (1875—1936)
- Екатерина Сергеевна (1879 — после 1918)
- Василий Сергеевич

жена Ефросинья Федоровна Шмелева (Богомолова) (1887-1957)
◄Шестое поколение
- Сергей Иванович Шмелёв (1896—1920/1921)
- Екатерина Никаноровна Любимова
- Мария Никаноровна Любимова (1903 — конец 80-х гг.)

муж Александр Александрович Ольшевский
- Ольга Никаноровна Любимова

муж Андрей Сергеевич Дураков
- Андрей Никанорович Любимов (?--1936)
- Никанор Никанорович Любимов (1896--?)

жена Ольга Васильевна (? — начало 70-х)
- Иван Никанорович Любимов (1905—1975)
- Василий Шмелев (1909-1943)

Жена Александра (Прасковья) Шмелева (Володина) (1911-1996)
- Павел Шмелев (1907-1984), жена Елена Шмелева (1904-1994)
- Илья Васильевич Шмелев (1917-1979) - герой советского союза, лётчик-ас, лётчик-истребитель, полковник ВВС СССР.

Жена Елизавета Шмелева (Пахомова) (1917-2003)
◄Седьмое поколение
- Владимир Ильич Шмелев (1951-1975)

Жена Ирина Ивановна Шмелева (1951-2014)
- Андрей Андреевич Любимов (Дураков) (род. 1924)

жена Мария Васильевна Усова (род. 1924)
- Татьяна Андреевна Дуракова
- Ольга Ивановна Любимова (род. 1934)

муж Вадим Константинович Елисеев
- Евгений Александрович Ольшевский (1926—1984)

◄Восьмое поколение
- Татьяна Владимировна Шмелева (Аровина, Живетьева)(род.22-07-1975)

муж Александр Михайлович Аровин (род.01-07-1974 - умер 1999)
- Татьяна Андреевна Любимова (род. 13-10-1953)

муж Владимир Александрович Дяченко (род. 1955)
- Вадим Вадимович Елисеев (род. 1964)

жена Елена Леонидовна Кузьменкова
- Наталья Евгеньевна Ольшевская

муж Андрей Владимирович Семенякин
◄Девятое поколение
- Владимир Александрович Аровин (род. 09-05-1993)

Жена Аровина Юлия Сергеевна (Семенова)(род.03-04-1992)
- Олег Владимирович Дяченко, Oleg Diaczenko (род. 12-07-1979)

жена Анна Липинська (род. 1981)
- София Вадимовна Елисеева (род. 1995)

◄Десятое поколение
- Полина Владимировна Аровина (род.13-08-2015)
- Лев Владимирович Аровин (род.27-07-2018)